# نرسرخسیان
نَرسَرَخسیان نام یکی از تیره‌های گیاهی از سرخس‌سانان است که دارای پهنک‌های منقسم شانه‌ای با حاشیه دندانه‌دار هستند و پوشش هاگینه آنها کلیوی‌شکل است.